# Cisówek (Dubeninki)
Cisówek ist ein Dorf in der polnischen Woiwodschaft Ermland-Masuren. Es liegt im Kreis Gołdap (Goldap) und gehört zur Landgemeinde Dubeninki (Dubeningken, 1938–1945 Dubeningen).
Cisówek liegt an einer Nebenstraße, die Przerośl und Rakówek in der Woiwodschaft Podlachien mit Dubeninki in der Woiwodschaft Ermland-Masuren miteinander verbindet. Der Südrand der Rominter Heide (polnisch: Puszcza Romincka) ist drei Kilometer weiter nördlich zu erreichen. 
Nach dem Stand von 1938 gehörte Cisówek zu Polen und lag unmittelbar hinter der Grenze zum Deutschen Reich, weshalb kein deutscher Name vorliegt. Erst später kam das kleine Dorf zunächst zur Woiwodschaft Suwałki, dann ab 1999 zur Woiwodschaft Ermland-Masuren, wo es in den Powiat Gołdapski innerhalb der Gmina Dubeninki eingegliedert ist.

## Religionen
Die katholischen Einwohner Cisóweks gehören zur Pfarrei Przerośl im Dekanat Filipów des Bistums Ełk (Lyck) der Katholischen Kirche in Polen. Die evangelischen Kirchenglieder sind in die Kirche Suwałki in der Diözese Masuren der Evangelisch-Augsburgischen Kirche in Polen eingepfarrt.